# Шарабарин, Николай Александрович
Николай Александрович Шарабарин (23 марта 1907, Восточно-Казахстанская область — 12 марта 2002, Восточно-Казахстанская область) — стрелок 529-го стрелкового полка 163-й Ромненской стрелковой дивизии 38-й армии Воронежского фронта, красноармеец. Герой Советского Союза.

## Биография
Родился 10 марта 1907 года в городе Усть-Каменогорск — административный центр Восточно-Казахстанской области Казахстана. Окончил начальную школу и курсы горных мастеров. Работал забойщиком и горным мастером на руднике в Самарском районе Восточно-Казахстанской области Казахской ССР.
В Красной Армии в 1928-1930 годах и с июля 1942 года, призван Самаркандским горвоенкоматом Узбекской ССР. В действующей армии с июля 1942 года.
Стрелок 529-го стрелкового полка красноармеец Николай Шарабарин в числе первых 1 октября 1943 года с группой разведчиков переправился через реку Днепр в районе острова Жуковка, расположенного на южной окраине украинской столицы Киева и захватил «языка». В бою на плацдарме красноармеец Шарабарин заменил выбывшего из строя командира отделения, и активно участвовал во главе подразделения в отражении вражеских контратак.
Указом Президиума Верховного Совета СССР от 29 октября 1943 года за образцовое выполнение боевых заданий командования и проявленные при этом мужество и героизм красноармейцу Шарабарину Николаю Александровичу присвоено звание Героя Советского Союза с вручением ордена Ленина и медали «Золотая Звезда».
После войны Н. А. Шарабарин демобилизован. В конце 80-х — начале 90-х годов заслуженный ветеран жил в посёлке городского типа Палатцы Самарского района Восточно-Казахстанской области Казахстана. До ухода на пенсию работал горным мастером, начальником рудника. Умер 12 марта 2002 года. Похоронен в посёлке Палатцы.
Награждён орденами Ленина, Отечественной войны 1-й степени, Трудового Красного Знамени, медалями.